# An American Dream (Oper)
An American Dream (deutsch: „Ein amerikanischer Traum“) ist eine Oper in einem Akt von Jack Perla (Musik) mit einem Libretto von Jessica Murphy Moo. Sie handelt von der Internierung japanischstämmiger Amerikaner während des Zweiten Weltkriegs. Die Uraufführung fand am 21. August 2015 in der McCaw Hall der Seattle Opera statt.

## Handlung
März 1942, eine Insel im Puget Sound. Der irisch-amerikanische Kriegsveteran Jim Crowley besichtigt mit seiner Frau Eva ein Haus auf einer Insel im Puget Sound im Nordwesten der USA. Sie hoffen, dort den Krieg vergessen zu können. Eva ist eine aus Deutschland geflüchtete Jüdin, die ihre dort zurückgebliebenen Eltern bald nachholen möchte. Das Haus wird momentan von einer japanischstämmigen Familie bewohnt, dem in den USA geborenen Erdbeerfarmer Makoto Kobayashi, seiner Frau Hiroko und ihrer noch nicht volljährigen Tochter Setsuko. Sie haben erfahren, dass das FBI alle Einwohner japanischer Herkunft festnimmt, um sie als etwaige Kriegsverräter zu internieren (Grundlage dafür war die von Präsident Franklin D. Roosevelt unterzeichnete Executive Order 9066). Um diese Gefahr zu reduzieren, verbrennen die Kobayashis alle Gegenstände, die auf eine Verbindung mit Japan hindeuten könnten. Setsuko versteckt ihre geliebte Puppe, ein Erbstück ihrer Großmutter. Jim nutzt die Lage aus, um der Familie ein beleidigend niedriges Angebot für ihr Haus zu machen. Da in diesem Moment bereits das FBI eintrifft, um Makoto festzunehmen, unterschreibt dieser eilig den Kaufvertrag. Die Familie hofft, nach dem Krieg wieder zusammenzukommen.
Zwei Monate später. Auch Hiroko und Setsuko müssen das Haus verlassen, um sich im Internierungslager zu melden. Hiroko vermisst ihren Mann, will aber ihrer Tochter zuliebe ihre Gefühle verbergen. Vor ihrem Aufbruch erhalten sie einen Brief aus Deutschland für eine gewisse „Eva“. Setsuko ärgert sich, dass die künftigen Besitzer das Haus bereits als Adresse angegeben haben, obwohl sie noch nicht hier leben. Sie hält den Brief zurück.
Einige Wochen später. Jim und Eva richten sich in ihrer neuen Wohnung ein und reservieren auch ein Zimmer für Evas Eltern, auf deren Ankunft sie noch immer hoffen, obwohl sie auf ihre Briefe keine Antwort erhalten haben. Eva entdeckt Setsukos unter einem Brett im Fußboden versteckte Puppe. Obwohl ihr Mann sie auffordert, sie wegzuwerfen, legt Eva die Puppe zurück in ihr Versteck, um sie nach Kriegsende zurückzugeben.
Mai 1945. Eva erfährt durch das Radio von der Kapitulation Deutschlands.
Später im selben Monat. Noch im Internierungslager erhält Setsuko einen Brief von Eva, in dem diese ihr von der Puppe berichtet. Ihrer schwer kranken Mutter erzählt Setsuko, dass der Brief von Makoto stamme. Dieser glaube, dass der Krieg bald vorbei sei und sie dann zuhause wiedersehen werde. Hiroko erzählt Setsuko zum wiederholten Mal, wie sie Makoto vor dreißig Jahren in Osaka kennenlernte und ihre Träume von einem eigenen Haus und einem Kind wahr wurden.
August 1945, Puget Sound. Eva erzählt Jim, dass sie Setsuko den Brief geschrieben und sie eingeladen habe. Jim will davon nichts wissen. Er wirft seiner Frau vor, sein Vertrauen zu missbrauchen. Das Radio berichtet von Präsident Trumans Beschluss, die Atombombe einzusetzen. Setsuko packt unterdessen ihren Koffer.
September 1945. Setsuko trifft im ehemaligen Haus ein und lässt sich von Jim nicht abwimmeln, da sie ihrem Vater versprochen hat, hierhin zurückzukehren. Ihre Mutter ist im Lager verstorben, und Setsuko hat keine andere Heimat mehr. Eva setzt sich bei ihrem Mann für sie ein. Erst jetzt erfährt sie erschüttert, wie sehr Jim damals die Notlage der Kobayashis ausnutzte. Sie gibt Setsuko die Puppe zurück und erhält im Gegenzug von dieser den seit drei Jahren ungeöffneten Brief aus Deutschland. Er enthält die Nachricht, dass ihre Eltern auf der Straße vor ihrem Haus erschossen wurden.

## Gestaltung

### Instrumentalbesetzung
An American Dream ist eine Kammeroper. Die Besetzung entspricht weitgehend derjenigen von Benjamin Brittens Oper The Turn of the Screw. Sie besteht aus den folgenden Instrumenten:
- Holzbläser: Flöte, Oboe, Klarinette, Fagott
- Blechbläser: zwei Hörner, Trompete
- Schlagwerk/Pauken, Harfe, Klavier
- Streicher: Quintett oder Streichorchester („section“)

Außerdem gibt es eine Quartett-Fassung für Klarinette, Violine, Violoncello und Klavier.

### Musiknummern
Die Oper enthält die folgenden Musiknummern:
1. Northwest Pastorale
2. This Beautiful Place
3. Belongings
4. Brave Empress
5. None Can Escape
6. Makoto
7. A Letter From Germany
8. Boxes
9. Letters to Silence
10. Quiet Now / The Flags of Freedom
11. A Distant Dream
12. A House, Someday
13. Idle Hands, Desert Air
14. A Letter from Setsuko
15. A Long Road to Tokyo
16. Don’t You Recognize Me?
17. The Way of War
18. They Say America

### Text und Musik
Das Libretto wirkt nahezu symbolistisch. Die insgesamt acht Szenen werden durch wiederkehrende musikalische und textuelle Motive zusammengehalten. Die Musik besteht aus Rezitativen und ariosen Abschnitten. Der Komponist sagte, dass er in der Oper sowohl eine „Nordwest-Impression“ schaffen als auch das japanische Erbe einiger der Figuren beschreiben wollte. Dazu dienten ihm „klare transparente Texturen, zart gefärbt, und pastorale Klänge, gestört und verunsichert durch Dissonanzen, die wie vorbeiziehende Wolken in und aus dem Fokus geraten“ („clear transparent textures, colored delicately, and pastoral sonorities perturbed and unsettled by dissonance shifting in and out of focus like passing clouds“). Die Seattle Times sah darin Einflüsse von Claude Debussy und Philip Glass und beschrieb den Stil als „voller impressionistischer und minimalistischer Impulse, überspült mit Farben und wiederholten motorischen Elementen“ („full of impressionist and minimalist impulses, with washes of color and repeated motoric elements“). Auf direkte musikalische Anleihen ethnischer Musik verzichtete Perla. Sein Schreibstil mildert die ethnischen Unterschiede der Figuren ab und macht die Geschichte universeller.

## Werkgeschichte
An American Dream entstand im Auftrag der Seattle Opera. Das Libretto verfasste Jessica Murphy Moo, die Herausgeberin des Portland Magazine der University of Portland. Ausgangspunkt für das Projekt war 2011 eine mündliche Bürgerumfrage der Seattle Opera darüber, welche Gegenstände man mitnehmen würde, wenn man heute sein Zuhause verlassen müsste und nicht zurückkehren könnte, und warum dieser Gegenstand so wichtig sei. Die Antworten zweier Frauen, der in Tule Lake internierten japanischstämmigen Amerikanerin Mary Matsuda Gruenewald (1925–2021; sie verfasste den autobiografischen Roman Looking Like the Enemy) und der aus Deutschland geflohenen Jüdin Marianne Weltmann (1930–2024; sie wurde später Opernsängerin), bildeten die Vorlage für die Figuren Setsuko und Eva. Die von den beiden genannten Gegenstände waren ein Buch, das Weltmann bei ihrer Flucht aus Deutschland mitgenommen hatte, und ein Gurkenglas mit Muscheln, die Gruenewald als Kind gesammelt hatte. Moo führte Gespräche mit beiden Frauen. Während der Entwicklung der Oper änderte sich das Sujet allmählich. Im Mittelpunkt standen nun nicht mehr die konkreten Gegenstände, sondern der Wunsch beider Frauen, in den USA heimisch zu werden. Ein weiteres Thema ist der Begriff des „Othering“, der Ausgrenzung bestimmter Bevölkerungsgruppen, wovon in Deutschland die Juden und in den USA die japanischstämmigen Einwohner betroffen waren. Die Oper spricht sich gegen die simplifizierte offizielle Geschichtsschreibung aus, der zufolge es sich in USA nicht um faschistische Propaganda, sondern um „Inspiration“ im Sinne der Freiheit gehandelt habe. Dort gab es zu Kriegszeiten Propagandaposter, in denen Japaner als Karikaturen dargestellt wurden, um die Einschränkung ihrer Rechte in den Augen der Bevölkerung zu rechtfertigen.
Die Uraufführung fand am 21. August 2015 in der McCaw Hall der Seattle Opera unter der musikalischen Leitung von Judith Yan statt. Regie führte Peter Kazaras. Die Bühne stammte von Robert Schaub, die Kostüme von Deborah Trout, das Lichtdesign von Connie Yun und die Videos von Robert Bonniol. Die Darsteller waren Hae Ji Chang (Setsuko Kobayashi), Adam Lau (Makoto Kobayashi), Nina Yoshida Nelsen (Hiroko Kobayashi), D’Ana Lombard (Eva Crowley), Morgan Smith (Jim Crowley) und David S. Hogan (FBI-Agent).
In den folgenden Jahren gab viele weitere Aufführungen, vor allem an US-amerikanischen Opernhäusern und Musikhochschulen:
- Juli 2017: Opera Maine, Portland – Dirigent: Timothy Steele, Regie: Richard Gammon.[11]
- Februar 2019: Anchorage Opera – Dirigent: Jack Perla, Regie: Cara Consilvio.[12]
- März 2019: Lyric Opera of Chicago –  Dirigentin: Daniela Candillari, Regie: Matthew Ozawa.[13][14]
- April 2019: Virginia Opera – Dirigent: Adam Turner, Regie: Richard Gammon.[15]
- April 2022 New England Conservatory of Music, Boston, Massachusetts – Dirigent: Robert Tweten, Regie: Joshua Major[16]
- April 2022: Kentucky Opera – Dirigent: Joseph Mechavich, Regie: Matthew Ozawa.[17]
- Februar 2023: Opera Santa Barbara – Dirigent: Eiki Isomura, Regie: Richard Gammon.[18]
- März 2023: Opera Idaho, The Egyptian Theatre, Boise – Dirigent: Jen Drake, Regie: Gordon Reinhart.[19][20]
- Oktober 2023: Hawaii Opera Theater – Dirigent: Lance Inouye, Regie: Richard Gammon.[21]
- Februar 2024: Jacobs School of Music, Indiana University Bloomington – Dirigentin: Judith Yan, Regie: Richard Gammon.[22]
- November 2024: Owada-Densho-Halle, Shibuya-Kulturzentrum, Tokio[23]
- Dezember 2024: Manhattan School of Music, New York – Dirigent: Djordje Nesic, Regie: Richard Gammon[24]

## Aufnahmen
- 5. April 2019 – Adam Turner (Dirigent), Richard Gammon (Regie).
 Hidenori Inoue (Makoto Kobayashi), Kristen Choi (Hiroko Kobayashi), Yeonji Lee, Melisa Bonetti, Andrew Paulson, Dylan Elza.
 Video; live aus dem Harrison Opera House in Norfolk; Produktion der Virginia Opera.
 Videostream auf YouTube.[25][26]
- 2./3. Februar 2024 – Judith Yan (Dirigentin), Richard Gammon (Regie), Mark F. Smith (Bühne), Eriko Terao (Kostüme), Russell Long (Licht), Yuki Izumihara (Projektionen).
 Fortgeschrittene Studenten der Jacobs School of Music: Siyi Yan / Talinaiya Bao (Setsuko Kobayashi), Muyuan Liu / Muyuan Liu (Makoto Kobayashi), Yuxuan Liu / Esther Yi-An Tien (Hiroko Kobayashi), Abigail McKay Cherry / Emily Sipes (Eva Crowley), Alexander Kapp / Aaron Murphy (Jim Crowley).
 Zwei Videos mit unterschiedlicher Besetzung; live aus dem Operntheater der Indiana University Bloomington.
 Videostreams der Jacobs School of Music.[22][27][28]
- 15. Dezember 2024 – Djordje Nesic (Dirigent), Richard Gammon (Regie), Matthew Leabo (Bühne), Eriko Terao (Kostüme), Reza Behjat (Licht).
 Fortgeschrittene Studenten der Manhattan School of Music: Suzuna Ikeda / Xinran Du (Setsuko Kobayashi), Liyuan Liu / Bai Chen (Makoto Kobayashi), Yilin Wang / Qing Liu (Hiroko Kobayashi), Raine Filbert / Elena Bimbiloska (Eva Crowley), Daniel Illig / Edvard Sandbakken (Jim Crowley).
 Zwei Videos mit unterschiedlicher Besetzung, live aus dem Operntheater der Manhattan School of Music.
 Videostreams der Manhattan School of Music.[24][29][30]